# Dhinooda
Dhinooda (ook: Dhinowda, Dinowda, Dhinauda, Dinaudá, El Dinouda, Dhinoode, Dhinowda Qoryo Weyn, Dhinoowda Qoryaweyn of Dinowda Quorioweyn) is een vissersdorp in Somalië aan de kust van de Indische Oceaan in de regio Mudug, district Jariiban.
 Dhinooda ligt in het deel van Mudug dat valt binnen de zelfverklaarde autonome 'staat' Puntland.
 El Dinouda is de naam uit de koloniale (Italiaanse) tijd. De plaats staat wel op kaarten als een tijdelijke (seizoensgebonden) bron. Het dorp is zeer afgelegen. Het achterland bestaat uit een spaarzaam begroeide steppe en is vrijwel onbewoond, m.u.v. nomaden die hier rondtrekken en die naar het dorp komen om hun vee te drenken bij de waterput. Er is geen haven of aanlegsteiger o.i.d.; vissersbootjes worden op het strand getrokken. In 2005 was er een lagere school met 2 grades, 2 piepkleine klassen zonder meubilair, zonder schoolboeken en 1 leraar. In 2009 was de school aanzienlijk verbeterd, met 5 à 6 lokalen én schoolbanken. Er is ook een -private- apotheek. Het eerstvolgende dorp noordelijker langs de kust is Garacad (ca. 25 km, in Puntland); het eerstvolgende dorp zuidelijker langs de kust is Ceel Dhanaane.

## Piraterij
Dhinooda -en de naburige dorpen Garacad en Ceel Dhanaane- zijn/waren uitvalsbases van Somalische piraten. In Dhinooda en het nabijgelegen Buq zouden in 2012 300 zeerovers actief zijn geweest. Een aantal schepen die hier werden vastgehouden zijn de MT Enrico Levoli, de MT Liquid Velvet en de MV Suez. In februari 2012 meldden de autoriteiten van Puntland dat zij voornemens waren de piraten uit Dhinooda te verdrijven. Met ingang van 2013 is de piraterij in Somalische wateren aanzienlijk afgenomen.

## Tsunami 2004
De tsunami van 26 december 2004 die zulke zware schade aanrichtte in Indonesië en Thailand, trof ook de oostkust van Somalië. Dhinooda behoort evenwel niet tot de meest getroffen dorpen. Niettemin gingen naar schatting 11 van de 35 vissersboten verloren. Het dorp ontving na de ramp enige lokale hulp van het Galkayo Education Centre for Peace and Development (GECPD) in de vorm van kleding, dekens en plastic dekzeilen. Na de vloedgolf gingen er meer kinderen naar school dan daarvóór: dit omdat zij niet bij de visserij konden worden ingezet door het verlies aan boten. Het GECPD staakte de hulpverlening in Dhinooda vanwege de activiteiten van piraten in het dorp.

## Klimaat
Dhinooda heeft een tropisch savanneklimaat met een gemiddelde jaartemperatuur van 26,8 °C. De warmste maand is mei, met een gemiddelde temperatuur van 28,6 °C; januari is het koelste, gemiddeld 24,1 °C. De jaarlijkse regenval bedraagt 163 mm (ter vergelijking, in Nederland ca. 800 mm). Er zijn twee uitgesproken regenseizoenen, in april-mei en oktober-november. Mei is de natste maand met ca. 57 mm neerslag. Van december t/m maart valt er weinig neerslag, en in de vier maanden juni t/m september is het vrijwel geheel droog.